# Dođite na show!
„Dođite na show!“ је први студијски албум групе Парни ваљак, објављен под издавачком лиценцом ПГП РТБ. Кроз песме се прати успон и пад измишљене групе „Луди шеширџија и јахачи румене кадуље“. Аутор инструментала „Инге“ и песме „Свим сломљеним срцима“ је Јурица Пађен, „Пјесма о старости“ је заједничко дело Акија Рахимовског и Хусеина Хасанефендића, а све остале је написао Хасанефендић. На овом издању се налазе најкраћа и најдужа до сада објављена песма Парног ваљка - инструментал „Инге“ и „Пјесма о старости“. Као хитови су се издвојиле песме „Превела ме мала жедног преко воде“ и „Dođite na show!“.

## Списак песама
1. - 5:42
2. „Сличице из трамваја“ – 4:57
3. „Пјесма о старости“ – 7:00
4. „Инге“ - 0:32
5. – 4:18
6. „Превела ме мала жедног преко воде“ - 3:05
7. „Свим сломљеним срцима“ - 6:53
8. „Представи је крај“ – 3:50